# Gelasma spumata
Gelasma spumata là một loài bướm đêm trong họ Geometridae.